# 石埜三千穂
石埜 三千穂（いしの みちほ、1964年 - ）は日本のフリーライター、郷土史研究家。長野県出身。矢森 惨太郎名義でアダルトゲームのノベライズも手がける。

## 略歴
多摩美術大学中退。学生時代にライターを志し、友人のツテで、創刊間もない『ファミコン通信』編集部でアルバイトを始める。大学中退を機に広告制作プロダクションに入社するも、2年でゲームライターに戻り、編プロ勤務を経て、現在はゲーム業界からも引退。
地元・下諏訪町へと帰郷後は、信仰史・民俗学の研究に没頭。諏訪信仰研究会「スワニミズム」の事務局長として、ローカル誌suwazineにライターとして参加するなどの活動を行う。2022年には「諏訪神仏プロジェクト」実行委員会企画局長を務めている。
speak-ez創刊時ライター。

## 著作・シナリオ

### ゲーム関連図書
- ウィザードリィアイテム事典
- ウイザードリィモンスター事典
- マスター・オブ・モンスターズ・ファイナル完全データブック リングス・オブ・トワイライト

### アダルトゲームノベライズ
- 好き好き大好き!（矢森惨太郎名義)

### アダルトゲーム
- さよならを教えて 〜comment te dire adieu〜
- ピエタ 幸せの青い鳥
- おまえのなつやすみ
- おまな2　おまえんち萌えてるぞ
- Geminism 〜げみにずむ〜（シナリオ補佐[3])

### ドラマCD
- あなたに今夜はワインをふりかけ
- 対決9 小野坂昌也VS緑川光~史記~楚漢の二人

## その他
- 漫画『逃げ上手の若君』（松井優征著）、諏訪取材協力・記事執筆（集英社、2021年 -）
- 『ブラタモリ 諏訪 〜なぜ人々は諏訪を目指すのか?〜』、ゲスト出演（NHK総合テレビジョン、2021年8月21日）